# Divide and Conquer
Divide and Conquer è il quinto album del gruppo musicale thrash metal greco Suicidal Angels, pubblicato per l'etichetta discografica NoiseArt Records nel 2014.

## Tracce
1. Marching over Blood – 3:34
2. Seed of Evil – 6:56
3. Divide and Conquer – 3:06
4. Control the Twisted Mind – 6:56
5. In the Grave – 5:23
6. Terror Is My Scream – 3:12
7. Pit of Snakes – 4:28
8. Kneel to the Gun – 3:53
9. Lost Dignity – 3:30
10. White Wizard – 8:49

## Formazione
- Aggelos Lelikakis – basso
- Orpheas Tzortzopoulos – batteria
- Nick Melissourgos – voce e chitarra
- Chris Tsitsis – chitarra